# つながって
「つながって」は、伊東歌詞太郎の楽曲。2作目のデジタル配信限定シングルとしてWAVEMASTERより2019年5月31日に各音楽配信サービスにてリリースされた。

## 概要
前作『百火繚乱』から約2年ぶりに配信リリースされた。
今作は、「ぷよぷよeスポーツ」大会応援ソングとして書き下ろされた楽曲である。

## 収録内容
| #         | タイトル       | 作詞・作曲   | 編曲      | 時間 |
| --------- | -------------- | ------------ | --------- | ---- |
| 1.        | 「つながって」 | 伊東歌詞太郎 |           | 3:41 |
| 合計時間: | 合計時間:      | 合計時間:    | 合計時間: | 3:41 |

## タイアップ
つながって
「ぷよぷよeスポーツ」大会応援ソング